# أسباب التحول الجنسي
عدم التوافق الجندري هو الحالة التي تكون فيها الهوية الجندرية للفرد غير متطابقة مع الجنس المحدد له عند الولادة. يعاني هذه الحالة الأشخاص الذين يُعرّفون أنفسهم بأنهم متحولون جندريًا أو متحولون جنسيًا، وغالبًا ما تؤدي إلى الإصابة باضطراب الهوية الجندرية. دُرست أسباب عدم التوافق الجندري على مدى عقود.
تشير الدراسات المتعلقة بأدمغة المتحولين جندريًا، لا سيما تلك الخاصة بالنساء المتحولات المنجذبات إلى النساء (جينيفليا)، وكذلك الرجال المتحولين المنجذبين إلى الرجال (أندروفيليا)، إلى محدودية في البيانات نظرًا إلى قلة عدد الأفراد الذين خضعوا للاختبارات. تُظهر دراسات التوائم أن للعوامل الجينية دورًا في عدم التوافق الجندري، مع أن الجينات الدقيقة المتورطة في ذلك غير معروفة أو غير مفهومة جيدًا.
وبُحثت العوامل البيئية، مثل التعرض الهرموني قبل الولادة، غير أن اختبارها يُعد أمرًا صعبًا.

## الوراثة
الهوية الجندرية موروثة جينيًا، لكن لا توجد جينات مرشحة مقنعة حتى الآن. ارتبط عدم التوافق الجندري ببعض الألائل المرتبطة بتكوين الهرمونات الستيرويدية.
جُمعت دراسة عن التوائم عام 2013 بين مسح لأزواج من التوائم خضع أحدهما أو كلاهما لعملية انتقال جندري أو كان لديه خطط وموافقة طبية لإجرائها، ومراجعة للأدبيات المنشورة حول توائم متحولين جندريًا. وجدت الدراسة أن ثُلث أزواج التوائم المتطابقة في العينة كان كلاهما متحولًا جندريًا: 13 من أصل 39 زوجًا (33٪) من التوائم المتماثلة أحادي الزيجوت المعينين ذكورًا، و8 من أصل 35 زوجًا (22.8٪) من المعينات إناثًا. أما بين أزواج التوائم غير المتطابقة (ثنائي الزيجوت أو غير المتطابقة وراثيًا)، فكان هناك حالة واحدة فقط من أصل 38 زوجًا (2.6٪) كان فيها كلا التوأمين متحولًا. النسبة المرتفعة من التوائم المتطابقة التي يكون فيها كلا الفردين متحولين جندريًا، مقابل الغياب شبه التام لهذه الحالة بين التوائم غير المتطابقة -مع أنهم نشؤوا في نفس الأسرة وفي الوقت ذاته- يُعد دليلًا على أن الهوية الجندرية المتحولة تتأثر كثيرًا بالعوامل الجينية إذا افترضنا أن كلتا المجموعتين تربت في أسر مختلفة.
عام 2018، توصلت مراجعة للدراسات العائلية ودراسات التوائم إلى وجود «أدلة قوية ومتسقة» على أن الهوية الجندرية موروثة جينيًا.

## البيئة الهرمونية قبل الولادة
تعمل الهرمونات الجنسية في البيئة الجنينية على تمييز الدماغ الذكري والأنثوي. تفترض إحدى الفرضيات أن الأفراد المتحولين جندريًا ربما تعرضوا لمستويات غير نمطية من الهرمونات الجنسية خلال المراحل المتأخرة من نمو الجنين، ما أدى إلى بنى دماغية غير مطابقة لجنسهم المعين عند الولادة.
لدى الأشخاص ذوي الكروموسومات  XX، تؤدي حالة فرط التنسج الكظري الخلقي إلى زيادة التعرض للأندروجينات قبل الولادة، ما يؤدي إلى تذكير الأعضاء التناسلية. غالبًا ما يخضع الأفراد المصابون بهذه الحالة لتدخلات طبية تشمل العلاج الهرموني قبل الولادة وجراحات إعادة بناء الأعضاء التناسلية بعد الولادة. وغالبًا ما تُنتقد هذه العلاجات من قبل منظمات حقوق الأشخاص ثنائيي الجنس بوصفها تدخلات غير توافقية، وغازية، وغير ضرورية. يُعيَّن الأفراد المصابون بهذه الحالة عادةً إناثًا، ويميلون إلى تطوير قدرات معرفية مشابهة للإناث النمطيات، متضمنةً القدرة المكانية، والقدرة اللفظية، والتوزيع الجانبي للغة، والتفضيل اليدوي، والعدوانية. وقد أظهرت الأبحاث أن الأفراد المصابين بفرط التنسج الكظري الخلقي وذوي الكروموسومات XX يكونون أكثر عرضة للشعور بانجذاب نحو نفس الجنس، وأن ما لا يقل عن 5.2٪ منهم يصابون باضطراب هوية جندرية شديد.
أما عند الذكور المصابين بنقص إنزيم 5-ألفا-ريدكتاز، فإن تحويل التستوستيرون إلى ديهدروتستوستيرون يتعطل، ما يؤدي إلى انخفاض في تذكير الأعضاء التناسلية. غالبًا ما يُعيَّن الأفراد المصابون بهذه الحالة إناثًا ويُربّون على هذا الأساس بسبب مظهرهم الأنثوي في سن مبكرة. إلا أن أكثر من نصف الذكور المصابين بهذه الحالة والذين أُنشئوا إناثًا يميلون لاحقًا إلى تعريف أنفسهم ذكورًا. ويُرجّح العلماء أن تحديد الخصائص الذكورية خلال سن البلوغ وارتفاع المكانة الاجتماعية الممنوحة للرجال هما احتمالان يفسران الانتقال من أنثى إلى ذكر.

## بنية الدماغ
تشير الدراسات المتعلقة بأدمغة المتحولين جندريًا، لا سيما النساء المتحولات المنجذبات إلى النساء (جينيفليا)، والرجال المتحولين المنجذبين إلى الرجال (أندروفيليا)، إلى محدودية بسبب قلة عدد الأفراد الذين خضعوا للاختبارات.
وجدت عدة دراسات وجود علاقة بين الهوية الجندرية وبنية الدماغ. أظهرت دراسة رائدة أُجريت بواسطة تشو وآخرين عام 1995 بشأن نواة السرير الطرفية (BSTc)، وهي منطقة من الدماغ معروفة باستجابتها للجنس والقلق (وتتأثر بالأندروجينات قبل الولادة)، كانت جثث ست نساء متحولات جندريًا تمتلك حجم (BSTc) نموذجيًا للنساء، مشابهًا لجثث النساء السيسجندريات في الدراسة. مع أن هؤلاء النساء المتحولات كن قد خضعن للعلاج الهرموني، وجميعهن باستثناء واحدة خضعن لجراحة إعادة تحديد الجنس، أُخذ ذلك في الحسبان بتضمين جثث لرجال ونساء سيسجندريين عناصرَ ضابطة ممن خضعوا، لأسباب طبية متنوعة، لعلاج هرموني عكسي. مع ذلك، احتفظت العناصر الضابطة بأحجام نموذجيّة لجنسهم، ومن ثم لم يُلاحظ أي ارتباط بمستويات الهرمونات بعد الولادة، ولا بالتوجه الجنسي. وجدت دراسات أخرى بعد الوفاة فروقًا في الدماغ بين الأفراد السيسجندريين والمتحولين جندريًا.
وجدت دراسة لاحقة عام 2002 أجراها تشونغ وآخرون أن التمايز الجنسي الكبير في (BSTc) لا يظهر إلا في مرحلة البلوغ. افترض الباحثون أن التغيرات في مستويات الهرمونات الجنينية تُحدث تغييرات في كثافة التشابك العصبي أو النشاط العصبي أو المحتوى الكيميائي العصبي في (BSTc)، التي تؤدي لاحقًا إلى تغييرات في الحجم وعدد الخلايا العصبية، أو أن حجم (BSTc) قد يتأثر بتكوُّن هوية جندرية غير متوافقة مع الجنس المعين عند الولادة.
في كتاب «علم الأمراض النفسية والتشخيص لدى البالغين» الطبعة السابعة، اقترح كل من لورانس وزوكر أن نواة (BSTc) قد لا تكون مؤشرًا بيولوجيًا صالحًا لعدم التوافق الجندري، إذ إن الاختلافات في الحجم قد تكون ناتجة من العلاج الهرموني المؤكد للجندر أو من شذوذات جنسية، وقد لا تظهر لدى المتحولين الجنسيين المثليين.
وفي مراجعة للأدلة عام 2006، اعتبر غورين أن الأبحاث السابقة تدعم مفهوم عدم التوافق الجندري بوصفه «اضطراب تمايز جنسي» في الدماغ المميز جنسيًا. ووافق ديك سواب على ذلك عام 2004.
اكتشف كل من غارسيا-فالغيراس وسواب عام 2008 أن النواة البينية للوطاء الأمامي (INAH-3)، وهي جزء من نواة الوطاء المعقوفة، لها خصائص مشابهة لنواة (BSTc) فيما يتعلق بالتمايز الجنسي وعدم التوافق الجندري، وكانت متوافقة مع الجندر المصرّح به من قِبل الأفراد المتحولين، بصرف النظر عن كونهم قد خضعوا للعلاج الهرموني أم لا.
أظهرت دراسة تصوير بالرنين المغناطيسي أجراها لودرز وآخرون عام 2009، أن بين 24 امرأة متحولة لم يخضعن للعلاج الهرموني، كانت تركيزات المادة الرمادية في مناطق معينة أقرب إلى تلك الخاصة بالرجال السيسجندريين منها إلى النساء السيسجندريات، لكن عُثر على حجم أكبر بكثير من المادة الرمادية في النواة المذنبة اليمنى مقارنةً بالرجال السيسجندريين. كما في الدراسات السابقة، خلص الباحثون إلى أن الهوية الجندرية المتحولة ترتبط بنمط دماغي متميز. يُتيح التصوير بالرنين المغناطيسي دراسة أسهل للبنى الدماغية الكبيرة، إلا أن النوى المستقلة لا تكون مرئية بسبب نقص التباين بين أنواع الأنسجة العصبية المختلفة، ولهذا أُجريت دراسات أخرى على (BSTc) بتشريح الأدمغة بعد الوفاة.